# Josephine Crowell
Josephine Crowell, nata Josephine Boneparte Crowell (11 gennaio 1859 – Amityville, 27 luglio 1932), è stata un'attrice canadese che lavorò nel cinema all'epoca del muto.
Attrice caratterista proveniente dal vaudeville, era nata in Canada, in Nuova Scozia. Viene ricordata nel ruolo della madre in Nascita di una nazione. Lavorò anche con Harold Lloyd e Stan Laurel e Oliver Hardy.

## Filmografia
- Her Mother's Sins - cortometraggio (1911)
- Amore di madre o Home, Sweet Home, regia di D.W. Griffith (1914)
- Ragnatela (The Avenging Conscience: or 'Thou Shalt Not Kill' ), regia di D.W. Griffith (1914)
- The Craven, regia di Christy Cabanne - cortometraggio (1915)
- Nascita di una nazione (The Birth of a Nation), regia di D.W. Griffith
- Martha's Vindication, regia di Chester M. Franklin e Sidney Franklin (1916)
- Le colonne della società, regia di Raoul Walsh (1916)
- Intolerance, regia di D.W. Griffith (1916)
- The Bad Boy, regia di Chester Withey (1917)
- Betsy's Burglar, regia di Paul Powell (1917)
- Cheerful Givers, regia di Paul Powell (1917)
- Rebecca of Sunnybrook Farm, regia di Marshall Neilan (1917)
- The Fair Barbarian, regia di Robert Thornby (1917)
- Stella Maris, regia di Marshall Neilan (1918)
- Cuori del mondo (Hearts of the World), regia di D.W. Griffith (1918)
- Il sacrificio di Tamura (The Bravest Way), regia di George Melford (1918)
- Me und Gott, regia di Wyndham Gittens (1918)
- Women's Weapons, regia di Robert G. Vignola (1918)
- Diane of the Green Van, regia di Wallace Worsley (1919)
- The Woman Next Door, regia di Robert G. Vignola (1919)
- Il grande problema (The Greatest Question), regia di D.W. Griffith (1919)
- The Six Best Cellars, regia di Donald Crisp (1920)
- Half a Chance, regia di Robert Thornby (1920)
- Bunty Pulls the Strings, regia di Reginald Barker (1921)
- Roberto di Hentzau (Rupert of Hentzau), regia di Victor Heerman (1923)
- La vedova allegra (The Merry Widow), regia di Erich von Stroheim (1925)
- New Brooms, regia di William C. de Mille (1925)
- The Splendid Crime, regia di William C. de Mille (1926)
- L'uomo che ride (The Man Who Laughs), regia di Paul Leni (1928)
- Blue Boy, un cavallo per un quadro (Wrong Again), regia di Leo McCarey (1929)